# Morlaye Soumah
Morlaye Soumah (Conakry, 4 novembre 1971) è un ex calciatore guineano, di ruolo difensore.

## Carriera

### Club
Ha giocato nel campionato camerunese e francese, vestendo per gran parte della propria carriera la maglia del Bastia, club con il quale ha raccolto più di 200 presenze.

### Nazionale
Ha rappresentato la propria nazionale durante la Coppa d'Africa nel 1994, 1998 e 2004.

## Palmarès

### Club

#### Competizioni nazionali
- Coppa Intertoto UEFA: 1

Bastia: 1997